# Kurt Gieser
Kurt Ernst Georg Gieser (* 5. Juni 1909 in Mannheim; † 21. Dezember 1973 in Bad Godesberg) war ein deutscher Offizier, Oberst der Wehrmacht und zuletzt Brigadegeneral der Bundeswehr.

## Leben
Gieser trat 1928 in die Reichswehr ein. Er diente im Zweiten Weltkrieg bis in den Rang eines Oberst befördert, war u. a. Kommandeur des II. Bataillons im Panzer-Artillerie-Regiment 16 der 16. Panzer-Division und führte als Kommandeur kurz vor Kriegsende die Volks-Werfer-Brigade 17.
Nach dem Krieg war Gieser von Oktober 1945 bis Juli 1952 Regierungsrat beim Finanzamt in Ulm.
Es folgte ab Juli 1952 Giesers Einsatz als Leiter Artillerie im Amt Blank, wo er in dieser Position maßgeblich daran beteiligt war, die neue Truppengattung der Artillerietruppe für die spätere Bundeswehr vorzubereiten. Es folgte seine Versetzung am 16. Februar 1956 in das neu geschaffene Bundesministerium der Verteidigung nach Bonn als Referatsleiter V/72. Am 18. Mai 1956 wurde er als Oberst in die Bundeswehr eingestellt und war bis September 1963 Abteilungsleiter Artillerietruppen im Truppenamt in Köln und in dieser Funktion ab dem 1. November 1957 Inspizient Artillerietruppen bzw. ab 1. August 1959 General der Artillerietruppe. Am 14. März 1959 wurde er zum Brigadegeneral ernannt.
Anschließend war Gieser bis September 1965 stellvertretender Kommandeur der 1. Luftlandedivision in Bruchsal. Ab Oktober 1965 war er, als Nachfolger von Raban von Canstein, Deutscher Bevollmächtigter Mitte in Heidelberg. Mit Ablauf des September 1967 wurde er in den Ruhestand versetzt.
Nach seinem Ausscheiden aus der Bundeswehr war er bei der BASF in Ludwigshafen am Rhein tätig und befasste sich mit der Entwicklung und Vermarktung von audiovisuellen Unterrichtsgeräten für die Truppe.

## Privates
Gieser war verheiratet und hatte zwei Kinder.

## Auszeichnungen
- Verwundetenabzeichen in Silber (zwei Verwundungen)
- Deutsches Kreuz in Gold (27. Oktober 1942)
- Legion of Merit (28. Oktober 1967)